# Insuperabili X-Men
Insuperabili X-Men (X-Men, nota anche come X-Men: The Animated Series) è una serie animata statunitense-canadese della Fox Kids, andata in onda dal 1992, e basata sugli eroi dei fumetti Marvel Comics. La serie ha avuto un grande successo e aprì la strada a numerosissime serie a cartoni animati tratte da fumetti. Il successo della serie si riversò anche sui fumetti e sui videogiochi.

## Trama e temi
Le caratteristiche del cartone sugli X-Men ricalcavano in linea generale quelle dei fumetti disegnati da Jim Lee all'inizio del 1990, che comprendevano Ciclope, Wolverine, Gambit, Rogue, Tempesta, Bestia, Jubilee, Jean Grey, Professor X e un personaggio nuovo, Morph. Tuttavia non facevano parte di una squadra nella serie animata i seguenti X-Men, apparsi tutti come guest star in genere in due o al massimo in 4-5 episodi: Colosso, Nightcrawler, Emma Frost, Forge, Havok, Polaris, Cannonball, Banshee, Uomo Ghiaccio, Arcangelo, Longshot, Dazzler, Sole Ardente, Psylocke e Cable. Altri personaggi fecero dei camei. In alcuni episodi si vedono per brevi fotogrammi altri personaggi dell'universo Marvel. Durante la saga di fenice si notano per un istante Thor, Strange e Iron Man. Nell'episodio "L'asteroide M" si vede di spalle nella foresta un uomo col mantello, si tratta molto probabilmente di Pantera Nera. Nell'episodio "Fenomeno ritorna" si vede un ologramma di Hulk nella stanza del pericolo. Nell'episodio "Vecchi soldati" ambientato in un flashback di Wolverine durante la seconda guerra mondiale c'è un vero e proprio cross-over con Capitan America.
Un certo numero di famose storie ed eventi visti nei fumetti furono vagamente adattati nella serie animata, come la saga della Fenice Nera, Days of Future Past, Phalanx Covenant, e Legacy Virus. Nel terzo episodio, "Magneto" viene mostrato uno scontro in una base missilistica: l'episodio in larga parte è basato sulla prima battaglia degli X-Men contro Magneto, come raccontato nel loro debutto a fumetti nel 1963. Nella quarta serie gli episodi "L'asteroide M (prima e seconda parte)" dove Magneto crea un paradiso per i mutanti, furono influenzati da diverse storie proveniente dai fumetti.
Dietro la fedele ricostruzione di molti dei famosi personaggi e storie dei fumetti, la serie trattava anche abbastanza apertamente con maturità di questioni sociali: pregiudizio, intolleranza, isolamento e razzismo erano tutti temi frequenti nel cartone, proprio come nel fumetto. La serie trattava anche altre tematiche sociali, benché più celate e sottintese, che non erano spesso comprese nei programmi per famiglie: divorzio (episodio "Proteus"), cristianesimo (episodi "Uno strano mutante" e "Legami di sangue"), olocausto ("Magneto", "Incontri pericolosi", "Giorni di un futuro passato" e "L'invasione della Falange"), isteria per l'AIDS ("Fuggitivi del tempo"), e anche satira sulla stessa televisione ("Mojovision" e "Longshot").
Gli eventi continuano nella serie X-Men '97 (2024).

## Episodi
| Stagione         | Episodi | Prima TV Stati Uniti | Prima TV Italia |
| ---------------- | ------- | -------------------- | --------------- |
| Prima stagione   | 13      | 1992-1993            | 1994            |
| Seconda stagione | 13      | 1993-1994            | 1994            |
| Terza stagione   | 19      | 1994-1995            | 1994-?          |
| Quarta stagione  | 17      | 1995-1996            | ?               |
| Quinta stagione  | 14      | 1996-1997            | ?               |

## Personaggi

### Principali

#### X-Men
- Wolverine / Logan: preso fedelmente dal fumetto, con tanto di tuta gialla e blu. Dotato di un incredibile fattore rigenerante e sensi ipersviluppati. Gli artigli retrattili sembrano essere un'aggiunta artificiale dopo la fusione del suo scheletro con l'adamantio, una lega metallica indistruttibile, mentre nei fumetti possedeva già degli artigli fatti in osso (rinforzati per l'appunto in adamantio a seguito dell'esperimento "Arma X"). Emerge poi che Logan avesse già genetiche le capacità fisiche per sopravvivere all'esperimento con il metallo. Tuttavia dopo la fusione gli vengono manipolati anche i suoi ricordi. Ha avuto una relazione sentimentale con Yuriko Oyama, prima che questa divenisse Lady Deathstrike, e una probabile con Volpe d'Argento. Nella linea temporale di Alfiere, risulta sposato con Tempesta. Innamorato di Jean Grey, è spesso in conflitto con Ciclope e non soltanto per questioni sentimentali. Ogni tanto vengono citate le sue avventure passate prima di unirsi agli X-Men, come la permanenza nel supergruppo canadese Alpha Flight, la permanenza in una squadra di mutanti addetti alle black ops durante la guerra fredda o la partecipazione alla Seconda guerra mondiale.
- Professor X / Charles Xavier: il fondatore degli X-Men. Possiede abilità telepatiche supremamente potenti, permettendogli di vedere le menti dei popoli o di controllare i loro pensieri o azioni, che non utilizza mai per scopo personale, chiedendone sempre il permesso agli altri prima di poter utilizzare il suo potere. Molto simile alla sua controparte cartacea, con la sua amicizia con Magneto che è molto ben messa in evidenza in gran parte della serie. Ha avuto in passato una relazione con Amelia Voght e Moira McTaggert. In un flashback sul suo passato viene mostrata una prima formazione degli X-Men con i costumi originali. Nell'ultimissimo episodio della serie, viene attaccato fatalmente da Peter Gyrich, che voleva esporre la sua natura mutante ed eliminare il leader degli X-Men, e la sua salute degenererà sempre di più, venendo salvato in extremis da Lilandra dopo aver detto addio a ciascuno dei membri degli X-Men. Verrà così portato dalla principessa aliena nell'impero degli Shi'ar e la sua "morte" finirà per ispirare la solidarietà della gente nei confronti dei mutanti (come illustrato nella serie sequel).
- Ciclope / Scott Summers: il comandante degli X-Men. Possiede un raggio ottico che può causare poteri devastanti, che riesce a controllarlo solo grazie a degli occhiali al quarzo di rubino. A volte esprime dei dubbi sulla sua leadership del gruppo ed è sentimentalmente legato a Jean Grey.
- Tempesta / Ororo Munroe: comandante in seconda degli X-Men. Capace di controllare i fenomeni atmosferici a suo piacimento, Ororo ha avuto una difficile infanzia passata per le strade di El Cairo, rubando per sopravvivere. Diventa inoltre capo dei Morlocks sconfiggendo in un combattimento Calisto, ordine che in seguito le verrà restituita. È claustrofobica proprio come nella versione cartacea. Nella linea temporale di Alfiere è sposata con Wolverine.
- Jean Grey: come nei fumetti, Jean Grey è la figura del cuore e dell'anima degli X-Men, di solito vista dal Professor X mentre discute le finalità e le attività della squadra. Padroneggia l'abilità della telecinesi, di spostare oggetti con la sua mente, insieme a una minima abilità telepatica simile al Professor X. Le sue maggiori potenze si manifestano quando è posseduta da un'entità aliena, la Fenice, i cui poteri si espandono, ma alla fine si rivolge al male quando rifiuta di lasciare la sensazione di essere in un corpo umano. In questa versione risulta essere la prima allieva di Xavier. Il suo nome di battaglia cartaceo, Marvel Girl, non viene mai usato nella serie.
- Bestia / Henry "Hank" McCoy: gigante gentile e di grandi facoltà intellettuali nonostante il suo aspetto di un gorilla blu dovuto a un esperimento fallito per privarsi dei suoi poteri. È anche dotato di una super forza e agilità. Raramente mostra la sua naturale aggressività, tirata fuori solo durante battaglie particolarmente ostiche. Molto attivo nella lotta politica affinché umani e mutanti possano convivere assieme, possiede uno spiccato lato poetico e non è raro sentirlo parafrasare diversi autori nel corso della serie (sebbene non tutti i poeti da lui citati siano menzionati per nome nella versione italiana).
- Rogue / Anna Marie: ragazza molto affascinante dotata dalla capacità di assorbire la forza vitale degli esseri viventi, assorbendone la forza vitale e la loro psiche col rischio di mandarli in coma temporaneo; nel caso le vittime siano altri mutanti Rogue ottiene momentaneamente i loro poteri dopo un tocco temporaneo. Fuggita da casa dopo le manifestazioni iniziali del suo potere (che l'hanno portata ad essere ripudiata dal padre), trova in Mystica un mentore e una matrigna benevola che la usa per le sue operazioni illecite. Le sue capacità di volo e super forza sono dovute all'assorbimento prolungato dei poteri di Ms. Marvel, che ha quasi rischiato di uccidere, facendo così in modo che i suoi poteri si fissassero in modo permanente su di lei, proprio durante una missione assegnatale da Mystica. Anche in linea con i fumetti sono i suoi sentimenti profondamente nascosti, di solito di isolamento. Gambit flirta con lei, e anche se si sente altrettanto attratta da lui, ha paura di danneggiarlo con i suoi poteri e fa per spingerlo via, portandola così a un'altra ricerca solitaria e inquietante. Curiosamente, nella serie non viene mai chiamata Anne Marie da nessun personaggio ma Rogue sembra essere il suo nome proprio, dato che in un episodio anche il suo ex ragazzo Cody (da lei mandato in coma dopo un bacio) la chiama così, quando invece nei fumetti "Rogue" era un nome in codice per sottolinearne la tendenza alla fuga e la natura solitaria e malinconica della ragazza, a causa dell'impossibilità di avere un contatto fisico con nessuno.
- Gambit / Remy LeBeau: visto come il carattere più rilassato del gruppo. È in grado di trasformare gli oggetti in esplosivi grazie al tocco di energia cinetica che imprime su di essi. Possiede un lato profondo, mostrando in più di un'occasione il suo forte senso di onore e devozione fedele a coloro che considera la famiglia, ovvero gli X-Men. Condivide un rapporto complicato con Rogue, causa i poteri di assorbimento della ragazza che impedisce loro un contatto fisico diretto senza danneggiare Gambit.
- Jubilee / Jubilation Lee: la più giovane del gruppo. È in grado di creare scintille pyro-cinetiche dalle sue mani, che può utilizzare per colpire le cose da una distanza o disattivare le macchine dal suo tocco. Inizia a far parte degli X-Men dopo il suo rapimento da parte delle Sentinelle. Identica nell'aspetto al cartaceo, è una ragazza spensierata che vuole esser vista come un'adulta dal resto del gruppo. Tuttavia, il suo coinvolgimento è sempre apprezzato e viene costantemente tutelata dai membri della squadra (soprattutto da Wolverine). Prende il ruolo che fu negli anni 70-80 di Shadowcat, poiché all'epoca questo personaggio militava in un altro gruppo (Excalibur).

#### Alleati
Altri mutanti che collaborano col gruppo degli X-Men pur non appartenendovi in questa serie ma comparendo almeno in un episodio.
- Cable / Nathan Summers: viaggiatore del tempo, è dotato di telepatia e telecinesi, mentre la tecnologia avanzata del 40º secolo gli ha dato un braccio tecnico-organico e il teletrasporto. Compare in quasi tutti gli episodi dove affronta Apocalisse per modificare il futuro ove egli vive segnato dalla sua tirannia. È anche accennato essere figlio di Ciclope e di Jean Grey (più precisamente del clone di Jean, Madelyne Prior) nella serie X-Men '97.
- Alfiere / Lucas Bishop: originariamente un "inseguitore", un mutante che ha collaborato con le Sentinelle che hanno cacciato i membri della Resistenza finché non è stato ritenuto inutile e marcato per lo sterminio, che lo ha spinto ad aderire alla Resistenza. Compare come Cable in diversi episodi con i suoi identici scopi citati prima. Assorbe l'energia diretta verso di lui e lo libera come esplosioni energetiche dalle sue mani.
- Colosso / Piotr Rasputin: trasforma il suo corpo in acciaio organico, ottenendo forza sovrumana. Gli X-Men lo aiutano quando è stato indagato per i crimini commessi da Fenomeno. Collabora poi insieme a loro quando Omega Red attacca la Russia.
- Nightcrawler / Kurt Wagner: in questa serie compare come un monaco in un'abbazia svizzera, perseguitato da uno dei suoi superiori e dai cittadini che lo hanno creduto essere un demone. Gambit, Rogue e Wolverine lo aiutano attraverso le sue prove. Il secondo episodio rivela le sue origini come figlio di nascita di Mystica e fratello adottivo di Rogue (figlia adottiva di Mystica) e Graydon Creed (figlio naturale di Mystica e Sabretooth). È in grado di teletrasportarsi, di muoversi tra le ombre e di visione notturna.
- Psylocke / Elizabeth Braddock: guerriera che adopera furti per una giusta causa, fa sempre riferimento a suo fratello per aiutare i mutanti. Telepate che lancia coltelli psichici a distanza. A differenza della versione cartacea, viene presentata già con fattezze asiatiche, al contrario dell'originale a cui la Mano spostò lo spirito nel corpo della ninja Kwannon.
- Arcangelo / Warren Worthinghton III: in questa versione, compare quando Apocalisse crea i Quattro Cavalieri dell'Apocalisse. Si reca da uno scienziato che sostiene di poter "curare" la mutazione, ma questi è in realtà Mystica, qui serva di Apocalisse, che lo trasforma in Morte. Fa anche un cameo come uno degli X-Men originali in due flashback. In questa versione, egli supera la Persona della Morte per diventare Arcangelo grazie a Rogue, che perde il male che si trova dentro di lui quando lei lo tocca. Pur provando comprensibilmente rancore verso Apocalisse per averlo reso un suo schiavo e ulteriormente disumano, Warren diviene impulsivamente ossessionato dall'idea di ucciderlo a qualsiasi costo e senza usare la ragione, riuscendo però a redimersi quando aiuta gli X-Men a sventare il piano di Apocalisse per distruggere l'Asse del Tempo. Possiede capacità di volo grazie a due ali di cigno che spuntano dalla sua schiena; in seguito Apocalisse le renderà di metallo, taglienti come rasoi e in grado di lanciare lame a distanza (come fossero "piume" metalliche).
- Longshot: dotato di abilità quali la manipolazione delle probabilità a suo favore e un'agilità sovrumana, è il campione di Mojo ma contro i voleri del suo capo mostrerà chiaramente di voler smettere di combattere ed essere libero. Ha una relazione con Spirale e, dopo aver conosciuto Jubilee durante una fuga rocambolesca dal suo capo, aiuterà gli X-Men a sconfiggere Mojo e diverrà finalmente libero.
- Uomo Ghiaccio / Bobby Drake: qui compare come un ex membro della squadra, che lascia a causa di disaccordi con Xavier. Ottiene l'aiuto di Jubilee per salvare la sua fidanzata Lorna Dane (non chiamata Polaris qui) da una struttura governativa che ospita X-Factor. Dopo aver scoperto che Lorna in realtà lo aveva lasciato perché innamorato di un'altra persona, Bobby riesce finalmente a maturare e considererà in futuro di tornare nella squadra.
- Ka-Zar: guerriero non mutante delle terre selvagge, combatte insieme agli X-Men per liberarle prima da Sinistro, che vi risiede con un suo laboratorio (prima appartenuto a Magneto) per esercitare esperimenti sui mutanti, poi da Garrok.
- Moira McTaggert: ricercatrice di mutazioni, ex fiamma di Xavier e madre di Proteus. In questa versione ha una relazione con Banshee.
- Banshee / Sean Cassidy: fidanzato di Moira McTaggert dotato di urla d'alta intensità e potenza tali da peter permettergli di levarsi in volo.
- Morph: mutaforma come Mystica, ma in grado di assumere anche forme animali oltre a quelle umane. Molto amico di Wolverine, fa parte anch'egli degli X-Men prima di essere apparentemente eliminato dalle Sentinelle. Viene recuperato dal perfido Sinistro che gli inserisce un congegno che lo rende suo schiavo. Xavier lo rimuove durante la battaglia nelle Terre Selvagge, facendo tornare Morph sé stesso. Collabora di nuovo con gli X-Men e Magneto sconfiggendo Sinistro, ma non sentendosi ancora pronto per tornare di nuovo alla scuola di Xavier, si reca da Moira McTaggert per superare le sue paure. Ritorna per riaggregarsi al gruppo, e nonostante riesca a sconfiggere Master Mold e salvare i suoi compagni resi prigionieri da esso, ha ancora dei dubbi sul suo recupero e torna sull'isola di Muir. Si riunisce apparentemente in pianta stabile negli X-Men quando Xavier rischia di morire in seguito a un attacco da parte di Henry Gyrich, nuovo fanatico antimutanti dopo la scomparsa di Creed.
- Lilandra: membro della famiglia reale che governa l'impero alieno Shi'ar, Lilandra appare nella terza stagione. Lì cercò l'aiuto del professor X e dei suoi X-Men per aiutarla a sconfiggere il suo malvagio fratello D'Ken. Durante il breve periodo che hanno condiviso insieme, Xavier e Lilandra si sono innamorati rapidamente e alla fine sono riusciti a sconfiggere D'Ken. Quando Lilandra è diventata la nuova erede del trono Shi'ar, ha baciato e ringraziato Xavier per il suo aiuto e ha anche offerto di unirsi a lei, ricevendo, nel caso dell'invito di andare con lei nello spazio Shi'ar, un rifiuto, almeno finché non ci sarà una pace stabile tra gli umani normali e i mutanti. Ritorna sulla Terra quando Xavier viene ridotto in fin di vita dall'attacco di Henry Gyrich nell'ultimo episodio della serie. Prende Xavier e lo porta nell'Impero Shi'ar con lei in modo da poterlo guarire.
- Forge: genio intuitivo per le invenzioni con una gamba cibernetica. In questa versione copre due ruoli: leader del gruppo X-Factor nel presente, e nel futuro della Xavier's Security Enforces impegnato nella resistenza contro Master Mold e le sentinelle.
- Stella Nera: inizialmente alleata con tre generali e ha appoggiato la loro intenzione di risvegliare Omega Red, quando poi nota che al suo passaggio lui lascia solo morte e distruzione tradisce i generali e Omega Red e si allea con gli X-Men e Colosso allo scopo di fermare lo stesso Omega Red. Notando che cosa è in grado di fare Tempesta, e cioè che Tempesta può generare venti, chiede a quest'ultima se oltre a governare i venti è in grado di sfruttare il freddo e, una volta avuta una risposta positiva alla domanda, le suggerisce di sconfiggere Omega Red congelandolo.
- Illyana Rasputin: sorella minore di Colosso, appare nell'episodio Alba Rossa, si vede prima in un flashback quando rischia di venire schiacciata da un trattore ma salvata da Colosso, poi nel presente quando si scopre essere sopravvissuta al crollo della propria casa e porta Colosso e Jubilee al posto in cui i genitori sono tenuti prigionieri, riabbracciandoli quando poi questi ultimi vengono liberati. Viene presa come ostaggio da Omega Red, ma si libera con l'aiuto di Wolverine che giunge in Russia. Viene mostrata poi assieme al fratello quando Jubilee gli propone di riunirsi agli X-Men ma lui rifiuta e l'ultima scena in cui la si vede, lei e Colosso gli X-Men. Al contrario della sua controparte cartacea non mostra alcun tipo di poteri, anche se un cameo successivo in cui si parla di un virus che affligge i mutanti la si vede infettata (implicando quindi la sua natura comunque mutante come il fratello).
- Havok / Alex Summers: Mutante del gruppo X-Factor capace di iniettare forti scariche al plasma, e impegnato sentimentalmente con Lorna Dane. A differenza del fumetto, e malgrado uno scontro diretto tra i due, non si fa alcun accenno in questa serie ad una sua parentela con Scott Summers, alias Ciclope, suo fratello maggiore.
- Polaris / Lorna Dane: Creatrice di forti campi magnetici, è dapprima una componente degli X-Men nella loro formazione iniziale, poi con gli X-Factor. Nel periodo in cui militava con i mutanti di Xavier aveva una relazione con l'Uomo Ghiaccio, Bobby Drake. Lascia il gruppo dopo aver rischiato la vita dopo una missione, seguita dal suo fidanzato. La relazione però traballa per via delle loro opinioni divergenti riguardo al futuro dei mutanti. Accetta la proposta di Forge per entrare a far parte del gruppo governativo X-Factor, dove si innamora di Havok, e lascia l'Uomo Ghiaccio inscenando un falso rapimento.
- Shard / Shard Bishop: Sorella di Alfiere, capace di emanare grandi esplosioni di energia dalle mani. Cerca di aiutare il fratello a uscire dall'asse del tempo, ove è intrappolato, e a tornare nel presente. Nel viaggio, intravede attraverso il portale, il rapimento del professor Xavier da parte di Sinistro, e lo impedisce avvisando per tempo gli X-Men. Collabora poi con loro per recuperare il fratello, e a proteggere i più potenti telepati sulla terra ed evitare ad Apocalisse di controllare l'asse del tempo.
- Warlock: Alieno tecno-organico in grado di modificare la propria massa a piacimento. In questa versione animata fugge sulla Terra con la sua fidanzata per andare contro il suo destino di fondersi con la Falange. Nella fuga, la loro astronave era stata danneggiata, costringendoli ad atterrare nel nostro mondo, e involontariamente attira la Falange sulla Terra avviando l'enorme piaga che Warlock sconfigge con un potente virus a fungere da antidoto ideato da Bestia e Forge, tra i pochi ad esser riusciti a fuggire all'invasione.
- Cannonball / Sam Guthrie: la sua differenza rispetto al cartaceo consiste nell'aspetto, scuro di occhi, di pelle e moro di capelli contro la sua carnagione chiara, come gli occhi e capelli biondi. Nasconde i suoi poteri mutanti fino a quando non è costretti a farli rivelare per poter salvare due suoi colleghi di lavoro dal crollo della miniera dove lavora. Il suo gesto attira sia il governo statunitense che vuole impadronirsi del suo potere per testarlo in un esperimento segreto. Xavier invia Rogue a parlare con Sam, e Gambit ad investigare sul progetto segreto del governo.
- Amelia Voght: Infermiera capace di teletrasportarsi alterando la propria fisionomia allo stato gassoso. Ex fiamma di Charles Xavier, dopo Moira McTaggert, interrompe la relazione per via del troppo tempo speso da parte di Charles sul suo progetto degli X-Men. Anni dopo fa parte del gruppo degli Accoliti, al servizio di Magneto per un futuro di pace dei mutanti in un mondo completamente distante da quello degli umani. Lo abbandona quando uno dei suoi componenti, il perfido Fabian Cortez, tradisce Magneto per lanciare dall'asteroide M delle testate missilistiche atte a distruggere la terra. Impedisce il suo obiettivo aiutata da Bestia, Wolverine, Rogue e Gambit. Aiuta poi Moira McTaggert all'assistenza dei suoi pazienti sull'isola di Muir, infine Bestia, Forge, Warlock, Magneto e Sinistro per la cura da laboratorio da usare per sconfiggere il virus tecno-organico Falange.
- Robert Kelly: Senatore della repubblica americana inizialmente ostile ai mutanti, si candida eseguendo una campagna elettorale contro di loro. Si ricrede in seguito dopo esser stato salvato dagli X-Men dal tentativo di omicidio da parte di Mystica, che bramava una sua uccisione facendosi passare, attraverso i suoi poteri mutaforma per Gambit. Insediatosi poi come presidente grazia Bestia dopo che questi era stato catturato in precedenza dalle Sentinelle. Il gesto però non passa inosservato da parte degli attivisti anti mutanti che creano così un movimento contro di essi, chiamato Associazione Amici dell'Umanità, capeggiato da Graydon Creed. Continua durante il suo mandato da presidente il sodalizio con i mutanti di Charles Xavier, quando affronta minacce mutanti globali come Magneto che costruisce un asteroide armato, abitabile, solo da mutanti nello spazio.

### Secondari
- Magneto / Erik Magnus Lensherr: compare prima come un antagonista dove lancia missili nucleari, ma gli X-Men lo fermano. Poi cerca di distruggere una fabbrica, ma gli X-Men lo fermano di nuovo. Nel finale della prima stagione, aiuta gli X-Men a sconfiggere il Master Mold e le Sentinelle. Appare in quasi ogni episodio della seconda stagione, in cui lui e il professor Xavier sono impotenti e viaggiano in tutte le Terre Selvagge. Alla fine di quella stagione, gli X-Men lo salvarono da Sinistro e riconquistano i loro poteri. Nella quarta stagione, scopre di essere padre di Scarlet e Quicksilver, poi si allea con Apocalisse in quanto promessogli un futuro diverso per mutanti e vivere in pace, ma gli si rivolta contro dopo aver scoperto le sue vere intenzioni e aiuta gli X-Men a sconfiggerlo. Più tardi, costruisce un Asteroide M come un rifugio sicuro per i mutanti, ma il suo sogno è rovinato dal fanatico Fabien Cortez. Si rifugia poi sull'Artico e non si preoccupa della possibile distruzione della vita sulla Terra fino a quando non riceve notizie da Bestia, Forge, Sinistro e Amelia Voght che la Falange ha rapito suo figlio, Quicksilver. Si unisce con loro per sconfiggerla e salva tutti quelli che aveva catturato. Alla fine della serie, raccoglie un intero esercito di mutanti ribelli, ma riceve notizie da Wolverine, Ciclope e Jean Grey che il professor Xavier sta morendo. Si reca insieme a loro per soccorrere l'amico in fin di vita, e grazie ai suoi poteri riesce a connettere la mente di Xavier con quella di Lilandra, avvisarla dell'accaduto e teletrasportarla sul luogo per poter prendere il professore e curarlo. Magneto doveva far parte dell'alleanza di cattivi mostrata nelle Guerre Segrete dell'Uomo Ragno, ma a causa di questa sua peculiarità di aver relativamente poco del cattivo il suo utilizzo è stato poi sconsigliato, probabilmente per evitare che magari si rivoltasse contro i suoi alleati malvagi e si alleasse col gruppo improvvisato dell'Uomo Ragno.
- Mystica / Raven Darkholme: leader della Confraternita, inizialmente alleata con Apocalisse, e madre adottiva di Rogue e biologica di Nightcrawler. Nella prima stagione, aiuta Apocalisse a trasformare diversi mutanti nei suoi Cavalieri. Più tardi l'ordina di assassinare il senatore Kelly, un compito per cui impersona l'X-Man Gambit, ma non vi riesce a causa dell'interferenza di quello vero. In seguito cerca di convincere Rogue a ritornare alla fratellanza, ma fallisce. Torna ancora una volta come alleata di Apocalisse nella storia di "Al di là del bene e il male"; tuttavia, quando Magneto si rende conto di quanto siano folli le intenzioni di Apocalisse, Mystica si unisce a lui e agli X-Men nel tentativo di fermarlo. Nella sua apparizione finale, Mystica viene rapita da Graydon Creed, figlio di Sabretooth. È costretta a inviare una lettera al suo altro figlio, Nightcrawler, per attirarlo in una trappola in cambio della sua vita. Creed cerca di uccidere tutti i mutanti, ma fuggono. Mentre Mystica fugge, Nightcrawler le dà la caccia perché vuole sapere il motivo dell'abbandono. Anche se Mystica gli dice freddamente che non l'ha voluto, Nightcrawler le dice che pregherà Dio per permettergli di perdonarla. Nonostante il trattamento che lei gli ha riservato, suo figlio ancora si cura di lei, Mystica si sacrifica apparentemente per risparmiare Nightcrawler quando Creed tenta di sparargli. Anche se ipotizzata morta dagli X-Men, Mystica dimostra di essere sopravvissuta ed è l'ultima volta che guarda indietro i suoi due bambini con lacrime agli occhi.
- External / Candra: Potente entità mistica, meno malvagia rispetto al cartaceo, che funge da tramite tra due confraternite in lotta tra di loro da centinaia di anni: quella dei ladri, alla quale apparteneva Gambit in passato, e degli assassini. Garantisce loro protezione e aumento dei loro poteri ogni dieci anni in cambio di un tributo da parte di entrambe le fazioni. Cerca di uccidere il fratello di Gambit, Bobby, dopo aver notato che il tributo che proviene dalla confraternita dei ladri è falso. Jean Grey proverà la sua innocenza attraverso i suoi poteri telecinetici e mostrerà la verità riguardo al falso tributo. Toglierà i poteri a Belladonna, vera responsabile dell'imbroglio, senza ucciderla, su richiesta di Gambit.
- Gladiatore / Kallark: Comandante delle guardie imperiali Shi'ar, dotato di enormi poteri psionici. Inizialmente al servizio di D'Ken, viene incaricato di recuperare la sorella Lilandra sulla terra, tenuta in quel momento sotto stretta custodia da Charles Xavier e gli X-Men. La protegge poi e affianca i mutanti del professore dopo esser venuto a conoscenza delle folli ambizioni di D'Ken di fondersi con il cristallo M'Kran. Affronta poi su ordine di Lilandra, divenuta regina degli Shi'ar dopo la dipartita del fratello, gli X-Men per proteggere la galassia dal pericolo rappresentato da Fenice Nera, reincarnatasi nuovamente in Jean Grey in una versione più potente della vecchia Fenice, a seguito delle illusioni subite da Mastermind.
- La Falange: Razza aliena tecno-organica in grado di assimilare ogni forma di vita. Ha problemi ad assorbire i mutanti, su tutti Wolverine, causa il suo scheletro di adamantio. Bestia, uno dei pochi mutanti sopravvissuti all'invasione, la bloccherà con un potente antidoto ideato insieme a Forge, poi Warlock, alieno della stessa razza della Falange, responsabile della sua venuta sulla Terra, Amelia Voght, Magneto e inaspettatamente, Sinistro, tra i primi a subirne l'invasione.

### Antagonisti
- Apocalisse / En Sabah Nur: Apocalisse vuole uccidere gli esseri umani e mutanti in una guerra e regolare la razza più forte. La sua prima apparizione fa parte di una linea di trama che ruota intorno a un'offerta di "curare" le mutazioni. Trova così un trucco per trasformare mutanti nei Cavalieri dell'Apocalisse. Apocalisse appare anche in una trama che ruota intorno a Cable. In questa storia, Apocalisse si fa passare come membro degli Amici dell'Umanità, creando un virus techno-organico. Nel futuro di Cable (3999 A.D.), Apocalisse continua a guadagnare la sua guerra contro l'umanità e il genere mutante, opposto a Cable e al suo gruppo. Cerca poi di raggiungere la divinità rapendo gli esseri psichici più potenti da tutto l'universo. Aveva intenzione di ucciderli contemporaneamente, per liberare un'onda di energia psichica abbastanza potente per ricreare l'universo nella propria immagine per poter regolare in modo incontrastato. Tuttavia, Cable, Alfiere, Magneto, Mystica e gli X-Men mandano in fumo i suoi piani. Dopo che gli psichici vengono liberati, usano i loro poteri combinati per intrappolare Apocalisse nel piano astrale per tutta l'eternità. In uno degli episodi finali della serie, Apocalisse riesce a comunicare dall'astronave astrale con Fabian Cortez, che era diventato suo servitore prima degli eventi dell'asse del tempo. Incarica Cortez di trovare un potente mutante per servire come suo nuovo corpo per la sua anima, che gli permetterebbe di tornare sulla Terra. Tuttavia, Cortez fallisce nello scopo a causa dell'intervento di Bestia e Calibano, che salvano Jubilee (la mutante prescelta per ospitare l'anima di Apocalisse) dall'essere sacrificata, ma ciononostante Apocalisse resuscita prendendo possesso del corpo di Cortez, facendo ben presagire il suo futuro ritorno (infatti comparirà nel finale della prima stagione di X-Men '97). In questa versione animata, Apocalisse è stato rappresentato molte volte come un avversario invincibile. Nessuno dei poteri X-Men combinati potrebbero danneggiarlo gravemente. I piani di Apocalisse vengono occasionalmente ostacolati da viaggiatori del tempo come Cable e Alfiere.
- Sinistro / Nathaniel Essex: è interessato alla creazione di mutanti più potenti, Sinistro aveva un'ossessione con Ciclope e Jean Gray, così come altri potenti mutanti come Magneto. Come il suo omologo fumettistico, è in grado di emettere esplosioni energetiche dalle sue mani ed era vulnerabile ai fasci ottici di Ciclope. Viene servito sia dai Nasty Boys sia dai mutati di Terra Selvaggia. Sinistro era originariamente uno scienziato britannico durante l'epoca vittoriana, anche se non è stato mutato da Apocalisse, cosa che lo contraddistingue dal cartaceo. Fa esperimenti sui mutanti e sugli organi ottenuti dal suo servitore, Jack The Ripper, per trovare una cura per sua moglie gravemente malata. La cura non funzionò, provandola in seguito su di sé finendo poi per mutarsi e riesce finalmente a salvare la moglie Rebecca (a differenza del fumetto, dove la donna muore di stenti e dall'orrore della visione dell'amato, dandogli lei stessa il nome Sinistro in punto di morte). Un antenato del Professor X, il dottor Xavier, era uno degli avversari di Sinistro e ha tentato di salvare le sue vittime, poiché nella sua bramosia di perfezionare la razza umana Nathaniel ha continuato a sperimentare sui mutanti londinesi anche dopo aver salvato Rebecca. Malgrado le sue origini senza alcun legame con Apocalisse; ha unito le forze con lui quando Apocalisse progetta di riscrivere la realtà sfruttando il potere dell'asse del tempo. Dovevano esserci due sue apparizioni, una nella serie dell'Uomo Ragno e l'altra nei Vendicatori. Sebbene nei fumetti non abbia mai avuto a che vedere con le Guerre Segrete originali, si era pensato, dopo aver tralasciato l'idea di usare Magneto, di usarlo nelle Guerre Segrete dell'Uomo Ragno dalla parte dei cattivi, ma per qualche strano motivo (o si erano perse le battute del copione su di lui o non si sapeva come usarlo) Sinistro non è stato poi usato.
- Master Mold e le Sentinelle: creati dallo scienziato Bolivar Trask e la complicità dell'agente governativo Henry Gyrich per aiutare gli umani contro i mutanti. Rapiscono gli X-Men Gambit, Tempesta e Jubilee durante la vacanza sull'isola di Genosha. Giunti là i tre X-Men, insieme a molti altri mutanti, sono schiavi di Trask e Gyrich, che sfruttano i poteri dei mutanti per creare una diga massiccia a Genosha, la cui potenza idrica sarà usata per dare energia a sufficienza e creare Master Mold. Gli X-Men finalmente fuggono da Genosha e distruggono la maggior parte delle Sentinelle quando Tempesta inonda la diga. Tempo dopo, Trask perde il controllo di Master Mold, che diventa completamente indipendente e rapisce il senatore Kelly e chiede che Trask sostituisca il cervello del senatore con un computer che può essere controllato da Master Mold. Gli X-Men aiutano a salvare Trask e Kelly da Master Mold, con il Professor X, grazie all'aiuto di Magneto, scaglia il jet degli X-Men, pieno di esplosivi, nel torace di Master Mold. Esso e tutte le sentinelle vengono considerati distrutti, ma la sua testa è ancora integra. Difatti cerca di creare un nuovo corpo per sé stesso, ma gli X-Men alla fine lo annientano una volta per tutte. Ciononostante, verrà ricostruito in qualche momento della storia, diventando il sovrano della linea temporale di Alfiere.
- Nimrod: androide caccia-mutanti al servizio di Master Mold che insegue Alfiere quando questi torna indietro nel tempo per modificare il futuro ed evitare l'assassinio del senatore Kelly. Viene sconfitto diverse volte grazie a Tempesta e allo stesso Alfiere.
- Il Re delle Ombre: Xavier sconfigge il Re delle Ombre e la sua essenza psichica viene intrappolata nel piano astrale. Scappato possiede brevemente Mjnari, per poi passare a Tempesta. Viene sconfitto e intrappolato ancora una volta, solo per essere rilasciato dopo che il Professor X ha subito un incidente che ha lasciato la sua mente vulnerabile ai suoi tentativi per prendere possesso di Xavier e lasciare la sua mente intrappolata nel piano astrale.
- Sabretooth / Graydon Creed Senior: vecchia conoscenza di Wolverine col quale un tempo lavorava insieme. Al servizio di Magneto occasionalmente e padre di Graydon Creed, leader dell'associazione Amici dell'Umanità. A differenza del fumetto, non possiede lo scheletro di adamantio nonostante ne abbia le capacità genetiche per l'assorbimento come Wolverine. Logan infatti distrugge il laboratorio preso da attacchi di rabbia incontrollata appena terminato l'esperimento su di lui. Viene visto per l'ultima volta quando gli Amici dell'Umanità gli portano suo figlio Graydon, lasciandolo alla mercé del suo diabolico padre. Nei fumetti il suo vero nome è Victor Creed, ma nella serie animata è stato modificato in Graydon Creed Senior, rendendo così più evidente il suo rapporto di parentela con Graydon Creed.
- Omega Red / Arkady Rossovich: imprigionato in una camera iperbarica, viene resuscitato da tre generali corrotti che vogliono ricreare l'Unione Sovietica e governarla. Colosso, con l'aiuto degli X-Men e di Stella Nera, ex alleata dei generali e di Omega Red, combatte per salvare il suo paese e la sua fragile libertà da queste forze di tirannia. Di nuovo scongelato e inviato due miglia (3 km) sotto l'oceano per recuperare un sottomarino pieno di testate nucleari, che rischia di distruggersi vicino alle Hawaii, scortato su sua richiesta da Tempesta e Wolverine. È anche apparso nei flashback di Wolverine, in cui la squadra X combatte contro Omega Red e riuscirà a congelarlo. I dettagli del loro confronto non sono chiari, poiché i ricordi di Wolverine sono stati alterati per far credere che Omega Red abbia ucciso Maverick e Silver Fox.
- Sebastian Shaw: leader della Cerchia Interna avente la particolare abilità di assorbire qualsiasi tipo di energia cinetica e convertirla in forza e velocità a livelli sovrumani.
- Emma Frost: componente della Cerchia Interna con gli stessi poteri di Charles Xavier e Jean Grey. In questa versione non compare la sua facoltà di rivestire completamente il suo corpo in un diamante, per proteggersi dagli attacchi di altri telepati come Xavier. Scopre attraverso i suoi poteri l'enorme potenziale di Jean Grey agli altri componenti della cerchia, che a sua volta la catturano facendola diventare la loro regina. Tuttavia, Fenice si rivelerà presto troppo potente per essere controllata sul lungo termine, finendo infatti per liberarsi e trasformarsi in Fenice Nera, ed Emma Frost fuggirà dalla scena per salvarsi. Viene rapita poi da Apocalisse per essere raggruppata insieme ad altri telepati come lei e potergli permettere insieme a Sinistro di poter controllare l'asse del tempo.
- Mastermind / Jason Wyngarde: abile nel generare illusioni con la forza del pensiero, cerca di portare Jean Grey nella Cerchia Interna con Emma Frost che lo aiuta con la telepatia, ma finisce poi in coma quando lei si riprende dal suo controllo e diventa Fenice Nera.
- Lady Deathstrike / Yuriko Oyama: in questa versione ha avuto una relazione con Wolverine ed è la figlia del dr. Kenji Oyama, colui che inietta la lega metallica dell'adamantio nello scheletro di Logan. Convinta che sia stato il suo ex amante a ucciderlo, Yuriko diventa un cyborg per vendicare la sua morte. La loro faida ha termine quando Deathstrike fa squadra con Logan e gli X-Men per distruggere Soul Drinker, un predatore alieno legato alla razza degli Shi'ar (era imprigionato nell'astronave aliena che Yuriko stava cercando di aprire in cerca di un tesoro) che si nutre dell'anima ed energia vitale degli esseri viventi. Dopo la battaglia ed essere stata salvata dallo stesso Logan, Yuriko decide di lasciarlo andare, pur incolpandolo ancora per la morte del padre e promettendogli che si sarebbero rivisti ancora per la resa dei conti.
- Fenomeno / Cain Marko: personaggio fedele al cartaceo i cui poteri gli derivano dalla gemma di Cyttorax, che gli fornisce capacità fisiche sovrumane. Fratellastro del professor Charles Xavier, per via della relazione che intercorreva tra suo padre e la madre del professore, vorrebbe eliminarlo poiché da adolescente suo padre lo teneva alla berlina, a volte punendolo per favorire Charles. Si scoprirà attraverso i poteri telepatici del suo fratellastro che questa era tutta una messa in scena dal padre per potersi appropriare un giorno della sontuosa eredità della madre di Charles. Malgrado il rancore nei confronti di quest'ultimo, nell'ultimo incontro che ha avuto lo risparmia, dopo che il professore e i suoi X-Men lo hanno aiutato a recuperare i poteri della gemma, salvandolo da morte certa. Anche in questa versione è amico e socio in affari di Black Tom Cassidy. Insieme collaborano per la cattura di Lilandra, riuscendovi, per conto di Erik Il Rosso sotto un laudo compenso. Verrà tuttavia liberata dagli X-Men e Gladiatore, comandante delle guardie imperiali Shi'ar che infligge a Fenomeno una facile quanto sonora sconfitta.
- Black Tom Cassidy: fratellastro di Banshee, amico di Fenomeno, collabora con questi per la cattura della principessa Lilandra per conto del criminale intergalattico Erik il Rosso.
- D'Ken: fratello malvagio di Lilandra, aspira al controllo del cristallo M'Kraan, in grado di dare smisurati poteri a chi lo possiede. Vi riesce, ma viene sconfitto da Jean Grey sotto il controllo della Fenice, venendo imprigionato per sempre nel cristallo che verrà infine posto dalla stessa Fenice nel nucleo del sole (per far sì che nessuno arrivasse mai al cristallo). È responsabile della scomparsa dei genitori di Ciclope.
- Fabian Cortez: leader degli Accoliti e inizialmente seguace di Magneto, usava i suoi poteri per rafforzare le proprie capacità su di lui. Tuttavia, gli estremi sentimenti anti-umani di Cortez portarono a tradirlo. Cortez ha minacciato di distruggere la Terra, ma è stato fermato dagli X-Men e Amelia Voght, che ha rivelato il tradimento di Cortez agli altri Accoliti e all'intera popolazione mutante di Asteroide M. Viene intrappolato in Asteroide M da Magneto, ma è stato salvato da Apocalisse, che gli concesse la capacità di alterare le mutazioni di altri mutanti. Cortez poi appare sull'episodio finale della stagione "Il quinto cavaliere", ora trasformato in un servo e adoratore del suo salvatore. Cortez ha riunito un culto che adorava Apocalisse e i Segugi, nel tentativo di trovare un nuovo corpo per Apocalisse. sconfitto e lasciato indifeso in "Oltre il bene e il male". Cortez scelse Jubilee per tale scopo e trasformò Bestia in un mostro feroce, ma fu fermato dallo stesso Bestia (che ha recuperato i ricordi di Jubilee ed è tornato indietro a salvarla) e da Calibano, uno dei segugi che era stato salvato dalla ragazza sull'isola di contenimento per mutanti (durante la prima stagione) e aveva così deciso di proteggerla. Dopo essere stato sconfitto, Cortez pregò Apocalisse di essere perdonato per il suo fallimento, il quale utilizza il suo stesso corpo per potersi reincarnare e liberarsi dalla prigione del Piano Astrale mentre l'anima di Cortez viene per sempre imprigionata nel Piano Astrale al posto di Apocalisse.
- Bolivar Trask: creatore di Master Mold e delle Sentinelle per tutelare gli umani dai mutanti, con l'ausilio di Henry Gyrich, un funzionario del governo americano. Il progetto gli sfugge di mano dopo la totale autonomia e indipendenza di Master Mold, che vuole creare un nuovo mondo eliminando indistintamente umani e mutanti, e si pente di quanto abbia creato sino ad allora.
- Henry Peter Gyrich: funzionario governativo, collabora con Bolivar Trask al progetto delle sentinelle per difendere gli umani dai mutanti, fornendo difatti i finanziamenti per la creazione dei giganteschi robot atti allo sterminio della razza mutante. Assumerà un ruolo decisivo nel finale della serie, poiché attaccherà fatalmente Xavier nel tentativo di smascherare la sua natura mutante ed uccidere il leader degli X-Men, ma verrà imprigionato e condannato a 25 anni mentre Xavier verrà salvato all'ultimo secondo da Lilandra.
- Cameron Hodge: Inizialmente avvocato che difende Bestia nel processo a seguito della sua cattura all'ufficio anagrafe dei mutanti, diviene ambasciatore poi con il governo corrotto di Genosha che li opprime. Dopo che Cable rovescia l'esecutivo con Tempesta, Gambit, Jubilee e i mutanti prigionieri a Genosha, Hodge giura vendetta contro di loro quando in uno scontro con Cable perde un braccio e una gamba.
- Kenji Oyama: scienziato che inietta nello scheletro di Wolverine la lega metallica indistruttibile dell'adamantio, e padre di Yuriko, che diverrà in seguito alla sua scomparsa Lady Deathstrike. Compare solo nei ricordi di Logan ogniqualvolta questi ricorda il giorno in cui Oyama gli ha somministrato l'adamantio nelle sue ossa. L'esperimento riesce ma fugge dopo che un furioso e incontrollabile Logan distrugge il laboratorio una volta terminato il trattamento su di lui, senza saperne la sorte. Yuriko, credendolo morto a causa di Wolverine, diventerà grazie alla tecnologia dei Reavers Lady Deathstrike, promettendo vendetta per la sua morte presunta. Prima di rivederla nella sua nuova veste, Logan era all'oscuro del legame di parentela tra i due.
- Proteus / Kevin McTaggert: figlio di Moira McTaggert, avuto dalla relazione tra ella e Joe McTaggert, un politico molto influente. Capace di alterare la realtà che gli circonda attorno, Proteus vaga per l'isola di Miur alla ricerca di suo padre, che non ha mai conosciuto a causa del divorzio dei suoi genitori. Dopo aver trovato suo padre, spaventato dalla natura mutante del figlio, perderà completamente il controllo, portando Moira a considerare di ucciderlo per prevenire la strage ma grazie all'intervento del Professor X, Kevin ritroverà la pace e continuerà infine la sua riabilitazione (anche grazie al padre, che si pente di averlo abbandonato e lo riaccetta come figlio).
- Erik il Rosso: Criminale intergalattico al servizio di D'Ken incaricato di recuperare la principessa Lilandra sulla terra, protetta dagli X-Men. Per compiere la missione si affida a Black Tom Cassidy e a Fenomeno sotto la promessa di un lauto compenso in denaro.
- Mojo: nemico principale di Longshot, come nella versione cartacea, alieno proveniente da un pianeta parallelo alla terra, ossessionato dai dati auditel. Ordina a Spirale di catturare gli X-Men per farli esibire nei suoi spettacoli. In seguito, pur di raggiungere i picchi di ascolto, invade la terra rapendo Jubilee costringendo Wolverine, Rogue e Bestia a partecipare ai suoi folli giochi extradimensionali.
- Spirale / Rita Wayword: in questa versione appartiene a un'altra dimensione e lavora per Mojo. Cattura gli X-Men su suo ordine per farli esibire in degli spettacoli televisivi contro la loro volontà, al solo fine di fare audience. Tradirà Mojo quando si innamorerà di Longshot, ma tornerà al suo servizio una volta terminata la relazione.
- Bella Donna Boudreaux: unica componente femminile della confraternita degli assassini e rappresentata delegata da External per il tributo da presentare alla sua fazione per accrescere i loto poteri. Cerca di incastrare Robert Lebau, delegato al tributo per la confraternita dei ladri e fratello di Gambit, in modo da farlo uccidere sbarazzondosi per sempre della fazione avversaria e sposare quest' ultimo, ma Jean Grey smaschera l'imbroglio con i suoi poteri telecinetici. External le risparmia la vita privandole dei suoi poteri su richiesta di Gambit.
- Graydon Creed: figlio di Sabretooth e Mistica, fratellastro di Rogue e Nightcrawler, leader dell'associazione antimutanti amici dell'umanità. Wolverine indaga sul suo conto una volta conosciuto il suo cognome, e mostra una volta infiltratosi dentro l'associazione il passato dell'uomo attraverso un proiettore olografico. I vertici degli amici dell'umanità offrono a Creed un'altra opportunità e questi vuol ripagarli sbarazzandosi dei suoi fratellastri ma fallisce. I capi provvedono poi a punirlo lasciandolo nelle grinfie di suo padre, Sabretooth.
- Deathbird / Cal'syee Neramani: Sorella malvagia di Lilandra, collabora con Apocalisse per la cattura di Oracolo, telepate appartenente alle guardie imperiali della principessa, a patto di impossessarsi del suo regno. Apocalisse, una volta avuto la sua preda, viene meno ai patti e la lascia in balia di Lilandra ed il suo esercito.
- Vindicator / James Mc Donald Hudson: Nel cartaceo Guardian, è leader del team mutante canadese Alpha Flight. Brama in segreto con il generale dell'esercito Chasen di far tornare Wolverine al solo scopo di scoprire il segreto del suo scheletro di adamantio, tenendo all'oscuro tutto il resto del gruppo.
- Silver Samurai / Kenuichio Harada: in questa versione compare come un abile spadaccino coabile a teletrasportarsi per sconfiggere il suo avversario alle spalle. Leader di un gruppo di malviventi che tormentano un villaggio vicino per fargli pagare tributi annuali in cambio di pace, viene sconfitto da Wolverine che lavorava in quel villaggio collaborando con la gente del luogo alla progettazione di un tempio.
- Trevor Fitzroy: mutante con l'abilità di viaggiare nel tempo assorbendo energia da altri suoi simili. In questa versione compare nella linea temporale di Alfiere, al servizio di Master Mold. Viene incaricato dal leader delle sentinelle di andare indietro nel tempo, alla fine degli anni '50 per poter uccidere Charles Xavier, allora studente universitario e poter vincere la guerra contro la resistenza dei mutanti capeggiata da Magneto. Viene ostacolato da Alfiere, sua sorella Shard, Wolverine e Tempesta. Poi da se stesso, quando incarica questi ultimi quattro di mandare un videomessaggio di egli stesso che si rivolge alla sua versione del passato, in cui lo avvisa di non uccidere il futuro professore e ideatore degli X-Men, se non vuole passare a miglior vita per mano di Nimrod, che lo ucciderà appena compiuta la missione affidatagli da Master Mold.
- Arkon: principe tiranno di Corsus, un pianeta in preda a terribili fenomeni atmosferici, scatena un violento temporale su Washington con lo scopo di attirare Tempesta e portarla sul suo pianeta e poter placare le violente perturbazioni sul suo pianeta. Tempesta abbocca al suo tranello e finisce per innamorarsene, scoprendo poi la sua malvagità con l'aiuto dei compagni Ciclope, Bestia, Wolverine e Jubilee.

### Minori
- X-Factor: Un gruppo mutante finanziato dal governo americano, di cui Xavier, nonostante abbia frequenti contatti con esso, non ne è a conoscenza.
  - Componenti: Forge, Havok, Lorna Dane, Quicksilver, Uomo Multiplo, Wolfsbane, Forzuto.
- Alpha Flight - Gruppo mutante del governo canadese al quale apparteneva Wolverine prima di passare con gli X-Men. Tendono una trappola a Logan solo per riportarlo tra le loro file, ma a loro stessa insaputa il vero scopo della missione è scoprire il segreto del suo scheletro di adamantio. Solo Vindicator, il loro leader, e il generale Chasen sono in accordo tra di loro per tale scopo lasciando all'oscuro il resto della squadra.
  - Componenti: Vindicator, Shaman, Puck, Snowbird, Northstar, Aurora, Sasquatch, Heather Hudson.
- Guardie imperiali Shi'ar: Le guardie imperiali rintracciano Lilandra e il cristallo M'Kraan, seguendo gli ordini di D'Ken, ma dopo che questi si fonde con il cristallo M'Kraan e Lilandra diventa imperatrice, le guardie imperiali aiutano gli X-Men e gli Starjammer a sconfiggerlo. Cercano di distruggere Jean Grey, reincarnatasi di nuovo in Fenice dopo che ella ha distrutto un sistema stellare. A differenza dei fumetti, il sistema stellare era deserto. Quindi vanno sulla Terra per impedire a Fenice Nera di distruggere altri sistemi.
  - Componenti: Gladiatore, Oracolo, Smasher, Starbolt, Manta, Tempest, Titan, Hussar, Shifter, Warstar.
- Predatori Stellari: Gruppo ribelle dello spazio guidato da Corsaro (Christopher Summers) in lotta contro D'Ken. Attaccano gli X-Men e rubano il cristallo M'Krann per poter avvicinarsi meglio al malvagio imperatore e poterlo uccidere, ma falliscono. Collaborano poi con gli X-Men per sconfiggere D'Ken una volta impossessatosi del cristallo. Corsaro ricompare poi sulla terra in fuga da un ufficiale Shi'Ar corrotto, e scopre che Ciclope è suo figlio. Entrambi sconfiggono l'ufficiale insieme a Tempesta.
  - Componenti: Corsaro, Hepzibah, Raza Longknife, Ch'od, Creee.
- Accoliti: Guidati da Fabian Cortez, fedeli inizialmente a Magneto per un futuro dei mutanti libero dagli umani, aiutano il loro leader a liberare coloro che sono prigionieri a Genosha. Poi Cortez tradisce Magneto esiliandolo nello spazio per poter prendere il controllo dell'asteroide M e lanciare un attacco alla terra con le testate nucleari. Gli X-Men e gli altri membri degli Accoliti, una volta capite le sue intenzioni, glielo impediscono.
  - Componenti: Fabian Cortez, Amelia Voght, Marco Delgado, Carmella Unuscione, Chrome, Joanna Cargill, Burner.
- Morlocks: Catturano Ciclope per conto del loro leader Callisto perché lo vuole come suo sposo dopo averne ammirato il coraggio in superficie. Gli X-Men liberano il loro comandante e dopo uno scontro senza poteri tra Tempesta e Callisto, Ororo ne diventa il leader affidando il comando però a Callisto in sua assenza, per poi restuirglielo a tempo pieno.
  - Componenti: Callisto, Annalee, Masque, Sunder, Leech.Tommy, Plague, Erg, Tarbaby, Ape, Mole, Scarbaby, Glowworm, Caliban, Marianne.
- Confraternita dei mutanti malvagi: In questa versione viene rappresentata la terza formazione comprendenti Mystica (leader), Pyro, Valanga e Blob; il gruppo lavora inizialmente per Apocalisse.
  - Componenti: Mystica, Pyro, Valanga, Blob.
- Nasty Boys: Nella versione cartacea Marauders, è Il gruppo di scagnozzi al servizio di Sinistro. Lo affiancano quando il loro capo opera in Terra Selvaggia con lo scopo di unire tutti i poteri mutanti in un'unica entità, e quando rapisce Jean Grey per aiutare Apocalisse nel servirsi di tutti i telepati e poter dominare l'asse del tempo.
  - Componenti: Ruckus, Gorgeous George, Slab, Airbag, Vertigo.
- Mutati di Terra Selvaggia: Creazioni di Magneto, passano poi al servizio di Sinistro quando questi, insieme con i suoi uomini prende possesso di Terra Selvaggia.
  - Componenti: Sauron, Barbarus, Amphibius, Lupo, Brainchild.
- Cerchia Interna: Perfido gruppo vestito come vecchi aristocratici francesi dell'800 che scoprono la potente entità cosmica di Fenice grazie ai poteri telepatici di Emma Frost per poter dominare il mondo. Gli X-Men si recano al Club Infernale per salvare Jean, ma la ragazza è sotto il controllo telepatico di Emma Frost e Jason Wyngarde (Mastermind), ed è diventata la Regina Nera della Cerchia Interna. Sconfiggono la Cerchia ma Jean diventa Fenice Nera a causa delle illusioni di Mastermind.
  - Componenti: Sebastian Shaw, Emma Frost, Jason Wyngarde (Mastermind), Donald Pierce, Harry Leland.
- Reavers: Gruppo cyborg che grazie alle loro tecnologie aiutano Yuriko Oyama a diventare Lady Deathstrike. Penetrano nel tunnel dei Morlock per cercare un'astronave aliena apparentemente abbandonata. Yuriko attira Wolverine in una trappola, in quanto l'adamantio presente nei suoi artigli è l'unico materiale in grado di aprire l'astronave. Liberano un mostro in grado di assorbire l'energia vitale e l'anima degli esseri umani. Xavier avverte telepaticamente il pericolo e gli X-Men si riuniscono nelle fogne di New York per aiutare Wolverine a distruggere il mostro. In seguito scoprono che la misteriosa creatura è legata alla razza aliena degli Shi'ar.
  - Componenti: Bonebreaker, Pretty Boy, Murray Reese, Wade Cole.

## Crossover
La formazione degli X-Men presente in questa versione animata compare in due episodi della serie Spider-Man - L'Uomo Ragno dedicata al noto arrampicamuri della Marvel prodotta nello stesso periodo di quella sugli X-Men. L'Uomo Ragno rischia di trasformarsi in un mostro mutante e si reca dagli X-Men per chiedere aiuto a Charles Xavier, ma non viene accolto con le migliori intenzioni. Il professore gli risponde di non poterlo aiutare perché il suo compito non è "guarire" i mutanti (cioè togliendo loro i poteri) ma aiutarli ad accettare loro stessi, ma Bestia forse ha una soluzione; inseguendo l'arrampicamuri, viene però catturato dal dottor Landon della Brand Corporation, che sta lavorando a una cura per i mutanti basandosi proprio su vecchi esperimenti fatti dalla Bestia. Wolverine e l'Uomo Ragno si mettono sulle sue tracce, ma vengono attaccati da Hobgoblin. Intanto Landon vuole utilizzare gli stessi esperimenti di Hank per liberare il mondo dai mutanti, ma qualcosa va storto e finisce lui stesso trasformato in un orribile creatura; servono le forze congiunte di tutti gli X-Men per riuscire a fermare Landon. Tempesta in seguito si unirà all'Uomo Ragno nelle Guerre Segrete (doveva apparire tutto il gruppo come la prima volta ma non tutti i doppiatori erano disponibili in quel momento e ci si era dovuti limitare a usare la sola Tempesta).
Era inoltre prevista una loro apparizione in un episodio dei I Vendicatori ma avendo la serie dedicata ai Vendicatori avuto poco successo il progetto non è stato attuato. Tuttavia in un episodio della serie dei Vendicatori si vede un ritratto della Bestia appeso a una parete.

## Sigle alternative

### Stati Uniti
Negli Stati Uniti la sigla è il tema degli X-Men, ripreso più volte all'interno della serie, come accade spesso nei cartoni animati.

### Italia
In Italia per le trasmissioni sui canali Mediaset fu creata una sigla ad hoc, intitolata Insuperabili X-Men (musica di Carmelo Carucci e testo di Alessandra Valeri Manera) e cantata da Marco Destro e Pietro Ubaldi con la partecipazione del Coro dei Piccoli Cantori di Milano. Per la trasmissione sulla versione italiana di Fox Kids si scelse di utilizzare il tema musicale originale, tuttavia la sigla iniziale mantiene le immagini della sigla Mediaset.

### Giappone
La sigla d'apertura fu rimpiazzata con una nuova, interamente cambiata, realizzata in Giappone, con un nuovo tema musicale cantato chiamato Rising (ライジング?, Raijingu, dall'inglese "Crescita") della band giapponese Ambience. A partire dal 46º episodio fu usata una seconda sigla alternativa, con la canzone Dakishimetai dare yori mo... (抱きしめたい誰よりも…?, Dakishimetai dare yori mo..., lett. "Più di chiunque altro voglio tenere la tua mano..."). Anche il tema di chiusura è differente, mostrando alcune immagini tratte dai fumetti della saga, accompagnate dalla sigla Back to You (バック･トウ･ユー?, Bakku to Yū, lett. "Indietro da te") cantata dagli Ambience.

## Doppiaggio
L'edizione italiana è stata eseguita dallo Studio P.V. di Milano, sotto la direzione di Lisa Mazzotti. In occasione della trasmissione italiana su Disney+ gli episodi 2x07, 3x10, 3x12, 4x02, 4x07, 4x14, tutta la stagione 5 (numerazione presente su Disney+) e i riepiloghi degli episodi precedenti sono stati doppiati a Roma con nuove voci utilizzate poi nel revival della serie.
| Personaggio                     | Doppiatore originale                             | Doppiatore italiano |
| ------------------------------- | ------------------------------------------------ | --- |
| Professor X                     | Cedric Smith                                     | Enrico Maggi (adulto) Claudio Ridolfo (ragazzo)                                                                              |
| Logan/Wolverine                 | Cal Dodd                                         | Massimiliano Lotti |
| Magneto/Erik Lehnsherr          | David Hemblen                                    | Mario Zucca |
| Tempesta/Ororo Munroe           | Iona Morris (st. 1) Alison Sealy-Smith (st. 2-5) | Caterina Rochira |
| Bestia/Hank McCoy               | George Buza                                      | Pietro Ubaldi |
| Gambit/Remy LeBeau              | Chris Potter (st. 1-4) Tony Daniels (st. 5)      | Alberto Sette Claudio Ridolfo/Marco Balzarotti (ep. 5×9)                                                                     |
| Ciclope/Scott Summers           | Norm Spencer                                     | Luca Semeraro |
| Fenice/Jean Grey                | Catherine Disher                                 | Anna Bonel ? (4×11) Patrizia Salmoiraghi (ep. 5×2) Cinzia Massironi (ep. 5×9)                                                |
| Rogue/Anna Marie                | Lenore Zann                                      | Dania Cericola |
| Alfiere/Lucas Bishop            | Philip Akin                                      | Stefano Albertini |
| Jubilee/Jubilation Lee          | Alyson Court                                     | Lisa Mazzotti |
| Apocalisse                      | John Colicos                                     | Orlando Mezzabotta Stefano Albertini (ep. 4×7)                                                                               |
| Sinistro                        | Christopher Britton II                           | Antonello Governale Marco Balbi (ep. 5×13)                                                                                   |
| Morph                           | Ron Rubin                                        | Gianfranco Gamba |
| Forge                           | Marc Strange                                     | Tony Fuochi Giovanni Battezzato (ep. 3×15)                                                                                   |
| Cable                           | Lawrence Bayne                                   | Roberto Colombo |
| Emma Frost                      | Tracey Moore                                     | Elisabetta Spinelli |
| Lilandra                        | Camilla Scott                                    | Veronica Pivetti Patrizia Salmoiraghi (ep. 5×14)                                                                             |
| Sabretooth/Graydon Creed Senior | Don Francks                                      | Paolo Marchese (st. 1) Riccardo Lombardo (st. 3+) Orlando Mezzabotta (ep. 5×9)                                               |
| Mystica                         | Jennifer Dale                                    | Patrizia Salmoiraghi |
| Fenomeno/Cain Marko             | Rick Bennett                                     | Tony Fuochi (st. 1) Roberto Colombo (ep. 3×4-3×5) Stefano Albertini (ep. 3×17 da adulto) Pino Pirovano (ep. 3×17 da ragazzo) |
| Colosso/Piotr Rasputin          | Rick Bennett                                     | Stefano Albertini |
| Omega Red                       | Len Doncheff                                     | Salvatore Landolina (st. 2) Tony Fuochi (st. 5)                                                                              |

## Fumetti
Il successo della serie ha portato la Marvel Comics a pubblicare nel tempo diverse serie a fumetti ispirate da o in continuità con essa. Già durante la trasmissione delle prime stagioni venne pubblicata X-Men Adventures (1992-1996), per un totale di 41 numeri suddivisi in 3 volumi, che adattava parzialmente e con numerose differenze le storyline del cartone animato. A questa testata fece seguito Adventures of the X-Men (1996-1997), di 12 numeri, che proseguiva le storie della precedente con contenuti originali.
Sempre in quegli anni venne pubblicata un'altra serie a fumetti ispirata al coevo cartone animato su Spider-Man, Spider-Man Magazine, nei cui 19 numeri (pubblicati tra il marzo 1994 e il marzo 1997) vennero stampate storie originali relative agli X-Men della serie anni '90.
La Marvel tornò ad esplorare l'universo della serie animata nel 2015 con una miniserie in 4 numeri, tie-in dell'evento Secret Wars, intitolata X-Men '92, in cui i protagonisti originali della serie anni '90 si trovano catapultati all'interno del Battleworld. Un secondo volume di 10 numeri è stato pubblicato tra il 2016 e il 2017, e prosegue le vicende sia del precedente che della serie animata.
A gennaio 2022 la Marvel ha annunciato che un'ulteriore miniserie a fumetti basata sul cartone è prevista per la pubblicazione durante la primavera di quello stesso anno. Intitolata X-Men '92: House of XCII e composta da 5 numeri, la serie esplorerà un universo alternativo in cui gli eventi di House of X e Powers of X, celebri storyline di Jonathan Hickman, sono avvenuti decenni prima, negli anni '90 della serie animata originale.

## Revival
Il 12 novembre 2021, Disney+ ha annunciato la produzione di una serie animata seguito diretto di questa serie dal titolo X-Men '97, uscita il 20 marzo 2024.